# Halictus mediterranellus
Halictus mediterranellus là một loài Hymenoptera trong họ Halictidae. Loài này được Strand mô tả khoa học năm 1909.